# Bellonidové
Bellonidové (katalánsky: Bel·lònides, španělsky: Bellónidas, francouzsky: Bellonides), někdy nazývaní Bellonidovská dynastie, byli hrabata pocházející od Góta Bellóna, kteří vládli v Carcassonne, Urgellu, Cerdanyi, hrabství Conflent, Barceloně a v mnoha dalších hrabstvích Hispánské a Gótské marky v 9. a 10. století. Jeho nejslavnějším vnukem byl Guifredo I. Barcelonský, zakladatel rodu Barcelonských, vládců Barcelonského hrabství od roku 878, a od roku 1164 také Aragonské koruny, až do konce vlády Martina Soucitného v roce 1410.
Od počátku 10. století byly všechny východní hrabství Hispánské marky a hrabství Conflent, Carcassonne, Foix a Razès v rámci Gótské marky spravovány Bellónovými potomky. To mohlo podporovat spoluvládu nad některými územími a síť klanové vzájemné podpory, ačkoliv to také mohlo vést k riziku endogamie.